# Blyde (fiume)
Il Blyde è un fiume del Sudafrica che attraversa le province orientali di Mpumalanga e Limpopo. Il suo corso si sviluppa verso nord con pendii scoscesi e profondi dirupi lungo i Monti dei Draghi, prima di entrare nelle pianure del lowveld. Il fiume si origina a circa 2.000 metri di altitudine nell'area protetta di Hartebeesvlakte, a nord del passo di Long Tom.

## Etimologia del nome
Blyde significa "contento", "gioioso" o "felice" in Afrikaans. Il fiume venne battezzato con questo nome nel 1844, quando una spedizione di contadini afrikaner bianchi tornò sana e salva dalla Baia di Maputo, in Mozambico, dopo essersi accampata sulle sponde del fiume.

## Immissari
Nell'omonimo Canyon, il fiume Blyde è raggiunto da numerosi altri corsi d'acqua. Per esempio il fiume Treur si unisce al Blyde nei pressi delle Bourke's Luck Potholes. Mentre il fiume Ohrigstad si unisce al Blyde presso la diga di Blyderivierpoort.
La dismessa centrale idroelettrica Belvedere è situata alla confluenza tra i fiumi Blyde e Belvedere. Dal 1911 al 1992 questa centrale ha rifornito di energia elettrica la località di Pilgrim's Rest.

## Emissario
I fiumi Klein Olifants, Steelpoort e Blyde si immettono nel fiume Olifants, che attraversa il Kruger National Park sconfinando di tanto in tanto in Mozambico, per poi formare un ampio bacino presso la diga di Massingir. Il contributo medio annuo del Blyde all'Olifants è di circa 436 million di metri cubi d'acqua.

## Fauna
Nel Blyde vivono diverse specie esotiche di pesci come la trota, il pesce persico e la trota iridea, che convivono con specie autoctone come il barbo (Barbus treurensis) e il pescegatto Amphilius natalensis.
Il corso del fiume, soprattutto nella parte che attraversa il Blyde River Canyon, è popolato anche da ippopotami e coccodrilli.